# Жан Пелісьє
Жан Пелісьє (Jean Pélissier) (1883-1939) — французький журналіст, дипломат, політичний діяч.

## Біографія
Народився у 1883 році в Ар'єж, в сім'ї двох вчителів початкової школи. Здобув вищу освіту. 1909 року у 26 років, став популярним журналістом, провівши інтерв'ю з міністром закордонних справ Австро-Угорщини, Еренталем, про анексію Боснії. У тому ж році вирушив до Барселони, щоб взяти інтерв'ю у анархіста мученика-Франциско Феррера напередодні його страти. Там він виявив каталонський національний рух. У 1910 році подорожував Австро-Угорською імперією, Ірландією та Каталонією, повідомляючи про проблеми пригноблених національностей Le Matin. Він був упевнений що самовизначення народів призведе до вічного миру. Однак, був далеко не самотній у цих уявленнях. Групи прихильників ідеї, які виступали за національне самовизначення об'єднувалися, пропагуючи роззброєння і мир. Пелісьє взяв участь у Всесвітньому конгресі прихильників миру в Стокгольмі в 1910 році, та згодом у Женеві в 1912 році. У 1912 році, у співавторстві з відомим пацифістом, Еміля Арно, у виданні «Міжнародна мораль» публікується в одній із серій під егідою Міжнародного інституту де Ла Пе в Монако. Але головний інтерес Пелісьє полягав у національному самовизначенні.
З 1912 — секретар Офісу Союзу національностей, створений у Франції, для захисту пригноблених народів.
З 1912 — редактор журналу «Аннали національностей»
У 1913 — один з номерів журналу «Аннали національностей» був присвячений Україні (вступну статтю про Україну «Одна поневолена нація» написав Шарль Сеньобос). У цьому номері «Анналів» було опубліковано також статті Михайла Грушевського «Коротка історія України», «Історичний перегляд української літератури», матеріали Сергія Єфремова, Миколи Вороного, Ольги Косач, Лонгина Цегельського (про українців під Австрією).
Улітку 1917 — французький посол у Петрограді Жозеф Нуленс (1864—1939), вислав журналіста Жана Пелісьє з інформативною місією до Києва. Пелісьє зав'язав зв'язки з українськими політичними діячами і намагався за допомогою масонської ложі «Молода Україна» витворити в Україні прихильне ставлення до Франції.
Тим часом в українські справи втрутилася французька місія в Ясах під керівництвом генерала Анрі Бертело, яка призначила генерала Жоржа Табуї своїм представником при українському уряді.